# José Ramón Alonso
José Ramón Alonso Rodríguez-Nadales (Oviedo, 6 de septiembre de 1916-Madrid, 2 de agosto de 2000) fue un periodista, escritor e historiador español. Durante la dictadura franquista ocupó importantes puestos en el seno del régimen y llegaría a dirigir varios diarios, como Solidaridad Nacional y Pueblo.

## Biografía
Nacido en Oviedo el 6 de septiembre de 1916, realizó estudios en la Escuela libre de ciencias políticas. Comenzó su carrera periodística en el diario ovetense Región, donde fue redactor entre 1935 y 1939. De ideología falangista, tomó parte en la Guerra civil. En 1938 fue nombrado oficial de propaganda del Ejército, interviniendo en las campañas de Aragón y Cataluña. En marzo de 1939 acompañó al Ejército franquista en su entrada a Madrid y tomó el control de Unión Radio Madrid.
Tras acabar la contienda colaboró con el diario Arriba, siendo además corresponsal en Tánger, Francia y Suiza. Fue director de programas y emisiones de Radio Nacional de España, entre 1951 y 1958 Posteriormente ocuparía puestos relevantes en Televisión Española y Secretaría nacional de Prensa y Radio del Movimiento.
En 1963 fue nombrado director del diario Solidaridad Nacional de Barcelona, en sustitución de Luys Santa Marina. Permaneció al frente de esta publicación hasta 1965. Más adelante dirigiría la agencia SIS y los semanarios La Voz Social —revista de carácter sindical— y Tiempo Nuevo; unos años después, entre 1972 y 1973, sería director de la revista Sábado Gráfico.
A partir de 1969 pasó a dirigir la Escuela Oficial de Periodismo de Madrid.
Rodríguez-Nagales también ocupó puestos relevantes en el seno de la Organización Sindical Española. Llegó a ser jefe del Servicio Nacional de Información y Publicaciones Sindicales, y presidente del Sindicato Nacional de Hostelería. En calidad de tal, fue procurador en las Cortes franquistas por el tercio de representación sindical.
Fue un miembro relevante de la Asociación Nacional para el Estudio de Problemas Actuales (ANEPA), de la que llegaría a ser secretario y presidente.
En 1976 pasó a dirigir el diario vespertino Pueblo, por designio del ministro Rodolfo Martín Villa. Posteriormente fue director-gerente del organismo autónomo Medios de Comunicación Social del Estado (MCSE), simultaneando este puesto con la dirección de Pueblo.
Falleció en Madrid el 2 de agosto de 2000.

## Obras
- —— (1974). Historia política del ejército español. Madrid: Editora Nacional.

## Condecoraciones
- Gran Cruz de la Orden de Cisneros (1967)
- Gran Cruz de la Orden Imperial del Yugo y las Flechas (1972)